# Mena Suvari
Mena Alexandra Suvari (Newport, Rhode Island, 13 februari 1979) is een Amerikaans filmactrice, model en modeontwerpster.

## Loopbaan
Suvari is van Ests-Griekse afkomst. Ze begon op twaalfjarige leeftijd in reclamespots mee te spelen. Op haar zestiende vervulde ze gastoptredens in series als Boy Meets World, ER en Chicago Hope. Later vervulde ze een zeven afleveringen durende gastrol in Six Feet Under.
Suvari kreeg van cultregisseur Gregg Araki haar eerste filmrol in Nowhere (1997). Twee jaar later brak ze door bij het grote publiek door in hetzelfde kalenderjaar in zowel American Pie als American Beauty te verschijnen in een aanzienlijke rol. Beide titels sloegen dermate goed aan dat ze veelvuldig in de prijzen vielen, met name American Beauty (meer dan 80 filmprijzen, waaronder vijf Oscars en zes BAFTA Awards). Ze won samen met de gehele cast een Screen Actors Guild Award voor American Beauty en werd voor haar persoonlijke inbreng genomineerd voor onder meer een BAFTA Award. 
Daarna speelde Suvari mee in Loser (2000) en Sugar & Spice (2001). Ze verscheen ook in Spun (2002) en Trauma (2004).
Mena Suvari is een model voor de cosmeticaproducten van Lancôme. Ze werkte ook samen met Echo Design om een exclusieve collectie sjaals te lanceren.

## Privéleven
Suvari was van 2000 tot 2005 getrouwd met Robert Brinkmann, een achttien jaar oudere filmfotograaf.
Sinds 26 juni 2010 is ze hertrouwd met Simone Sestito, een Italiaans-Canadese concertpromotor.

## Filmografie
- 1997: Nowhere
- 1997: Kiss the Girls
- 1997: Snide and Prejudice
- 1998: Slums of Beverly Hills
- 1999: The Rage: Carrie 2
- 1999: Atomic Train
- 1999: American Pie
- 1999: American Beauty
- 1999: American Virgin
- 2000: Loser
- 2001: The Musketeer
- 2001: American Pie 2
- 2001: Sugar and Spice
- 2002: Sonny
- 2002: Spun
- 2004: Trauma
- 2005: Beauty Shop
- 2005: Standing Still
- 2005: Domino
- 2005: Rumor Has It
- 2005: Edmond
- 2006: Factory Girl
- 2006: The Dog Problem
- 2006: Caffeine
- 2007: Stuck
- 2007: Brooklyn Rules
- 2008: Day of the Dead
- 2008: The Garden of Eden
- 2008: The Mysteries of Pittsburgh
- 2010: You May Not Kiss the Bride
- 2011: Heather
- 2012: American Reunion
- 2012: The Knot
- 2014: Don't Blink
- 2014: The Opposite Sex
- 2015: Badge of Honor
- 2016: I'll Be Home for Christmas
- 2017: Becks
- 2019: The Murder of Nicole Brown Simpson
- 2019: Don’t Tell a Soul
- 2021: Locked In